# Palacio de justicia de Poitiers

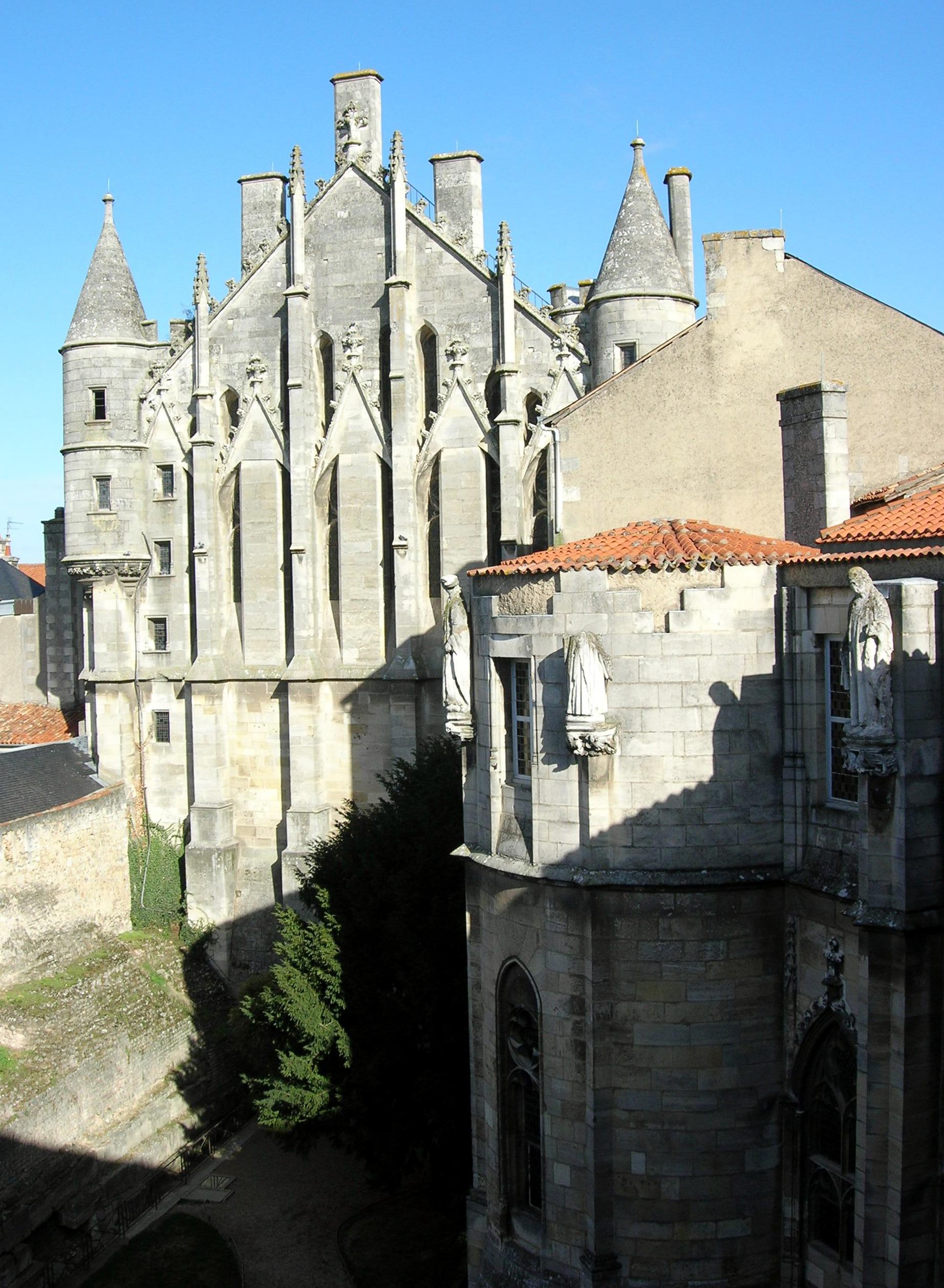
Palacio de justicia de Poitiers

El palacio de justicia de Poitiers es el antiguo palacio de los condes de Poitiers, en Francia. Es un gran ejemplo del gótico angevino.

## El palacio de los condes del Poitou-duques de Aquitania
Carlomagno reconstituyó el entonces conocido como Reino de Aquitania para su hijo Luis el Piadoso. El edificio fue construido en el siglo IX sobre las murallas romanas del siglo III ubicadas en el punto más alto de la ciudad. El rey Luis hizo muchas visitas y una vez ya emperador, lo hizo en el 839 y en el 840. Pronto se convirtió en la sede del Conde de Poitiers. 
El primer palacio desapareció completamente tras un incendio en 1018. Fue reconstruido por los condes-duques de Aquitania como prueba de su poder. El conde Guillermo IX de Aquitania o Guillermo el Trovador añadió la torre del homenaje alrededor de 1104 llamada "torre Maubergeon" en honor a su amante, llamada Amauberge (alias "la Peligrosa"), fue mujer del vizconde Aimery de Châtellerault y a su vez abuela de Leonor de Aquitania. El nombre "Maubergeon" proviene de "malberg", nombre merovingio con el que se designaba a un tribunal. Alrededor de esta torre fueron construidas cuatro, una en cada ángulo.
De 1192 à 1204, Leonor de Aquitania crea la llamada Gran Sala (en francés "Grande Salle") para reemplazar otra más antigua. En un principio, esta sala no tenía nombre propio, pero era ya la más grande de Europa (con 50 metros de largo y 17 de ancho). La sala no tiene techo sino vigas de madera de castaño construidas en 1862 por carpinteros de La Rochelle. Sus muros están ornamentados con arcos ciegos y finas columnas de orden diferente según el muro. Las columnas están decoradas por personajes.
Actualmente se conoce esta sala como Sala de los pasos perdidos ("Salle des pas perdus" en francés).
En 1346, un incendio provocado por Enrique de Grosmont, conde de Derby destrozó tanto la torre del homenaje como la parte sur del palacio.

## La reconstrucción del Duque de Berry
El duque Juan I de Berry, que era conde infante de Poitiers, reconstruyó la parte del palacio destruida por el incendio de 1346. Se levanta el castillo y se reconstruyen las salas privadas en estilo gótico flamígero por el arquitecto y escultor Guy de Dammartin. La Gran Sala se decora con una triple chimenea. Estos trabajos tienen lugar entre 1388 y 1416, durante las treguas de la guerra de los Cien Años.
La torre Maubergeon fue reconstruida con tres pisos. Sus ventanas son vidrieras y en lo alto se construyeron diecinueve estatuas, de las cuales se conservan dieciséis. Las del duque y su esposa Juana II de Auvernia han desaparecido. Esta torre está inacabada, por lo que no posee los matacanes. 

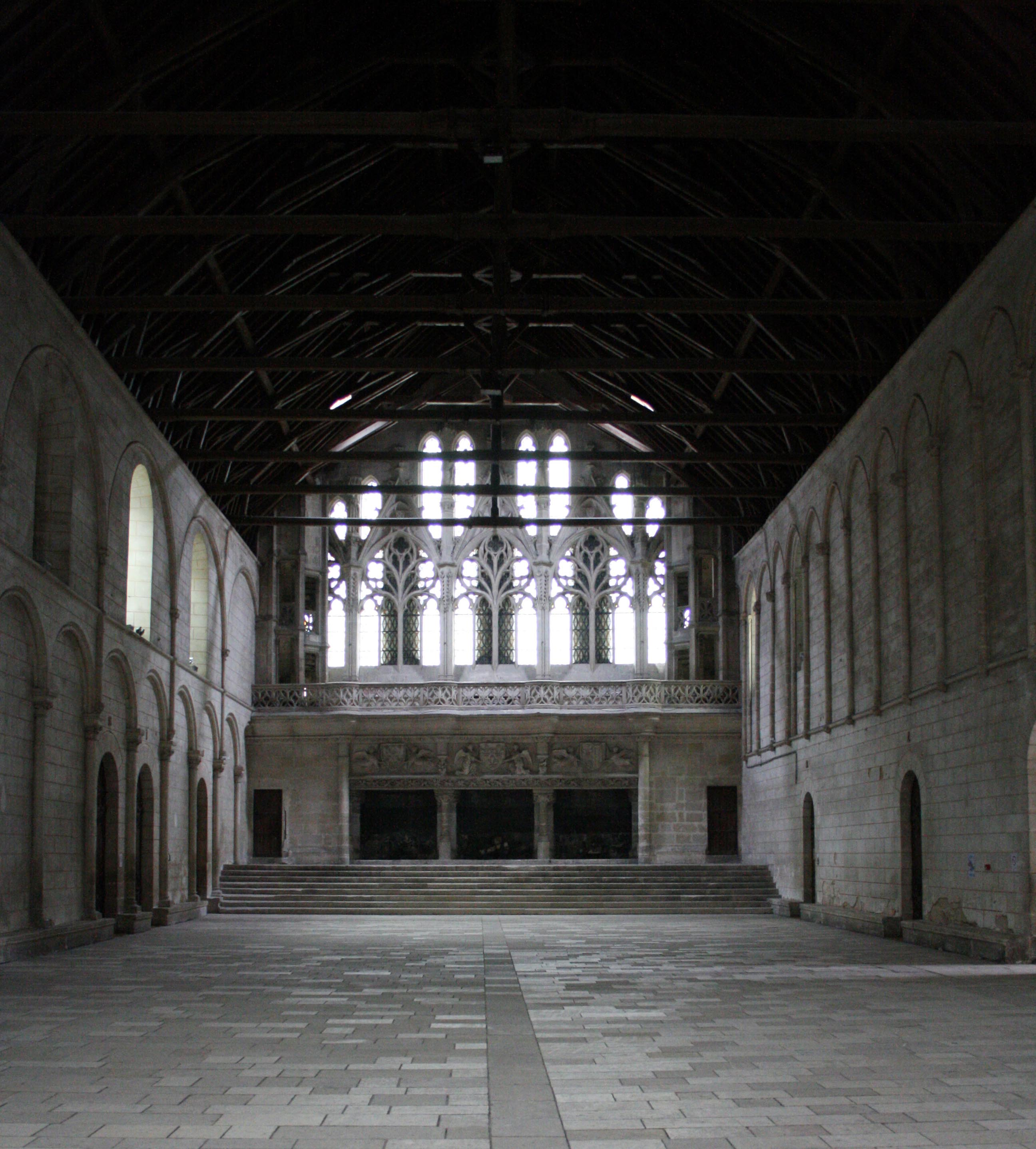
La sala de los pasos perdidos y la chimenea

## Palacio de justicia durante el Antiguo Régimen
Los condes-duques impartían justicia en esta sala. Tras la adhesión del Poitou al señorío real, la Sala de los Pasos Perdidos se convirtió en la Sala del Rey para que este impartiera justicia. Es aquí donde Hugues de Lusignan, conde de Marche, desafió públicamente al rey Luis IX (San Luis) el día de Navidad de 1241.
De 1418 a 1436, el Parlamento real se instaló en el edificio. 

## Tras la Revolución
El palacio de los Condes se convirtió en sede del tribunal de gran instancia de Poitiers tras la Revolución Francesa. La antigua entrada por la llamada "escalera del palacio" se volvió inútil, por lo que se produjeron cambios arquitectónicos. Se construyó una nueva fachada en la antigua plaza San Didier. Una escalinata monumental y un pórtico dórico se levantaron en 1821 al estilo de los palacios del Cinquecento, una imagen majestuosa semejante a la que tenía la Justicia en aquella época.

## Anécdotas
Una escena de la película Juana de Arco fue rodada aquí por Luc Besson.
La calle de l'Échelle del Palacio que da a la parte trasera es el antiguo acceso de la muralla medieval. Durante muchos años, los habitantes acortaban su camino por la Sala de los pasos perdidos. Este atajo fue cerrado por culpa de los robos.